# Pajčevinke
Pajčevinke (znanstveno ime Hypomyces) so rod gliv iz družine Hypocreaceae.

## Seznam pajčevink Slovenije[2]
- zajedalska pajčevinka (Hypomyces aurantius)
- zlatična pajčevinka (Hypomyces chrysospermus)
- rdečkasta pajčevinka (Hypomyces lateritius)
- zelenkasta pajčevinka (Hypomyces luteovirens)
- rožnata pajčevinka (Hypomyces rosellus)